# Rugby a 7 ai Giochi europei
Il rugby a 7 è inserito nel programma dei Giochi europei dalla terza edizione che si è svolta nel 2023.

## Edizioni
| Giochi | Anno | Sede     | Gare |
| ------ | ---- | -------- | ---- |
| III    | 2023 | Cracovia | 3    |

## Medagliere complessivo
Aggiornato alla terza edizione
| Pos.   | Paese       | Oro | Argento | Bronzo | Totale |
| ------ | ----------- | --- | ------- | ------ | ------ |
| 1      | Regno Unito | 1   | 1       | 0      | 2      |
| 2      | Irlanda     | 1   | 0       | 0      | 1      |
| 3      | Polonia     | 0   | 1       | 0      | 1      |
| 4      | Spagna      | 0   | 0       | 1      | 1      |
| 4      | Rep. Ceca   | 0   | 0       | 1      | 1      |
| Totale | Totale      | 2   | 2       | 2      | 6      |